# Chiril Șerbu
Chiril Șerbu, ortografiat și Chirilă Șerbu, (n. 23 august 1889 - d. ?) a fost un ofițer român de artilerie, care s-a ocupat cu înzestrarea armatei în perioada interbelică și în timpul celui de-al Doilea Război Mondial, deținând funcția de ministru subsecretar de stat al Subsecretariatului de Stat al Aprovizionării (1-27 septembrie 1944) în guvernul Constantin Sănătescu (1).
Grade: sublocotenent - 01.07.1911, locotenent - 01.11.1914, căpitan - 01.04.1917, maior - 01.04.1920, locotenent-colonel - 31.03.1929.
Lt-col. (r) Chiril Șerbu a fost numit la 1 septembrie 1944 în funcția de ministru subsecretar de stat al Subsecretariatului de Stat al Aprovizionării în guvernul Constantin Sănătescu (1), dar a demisionat și a fost înlocuit la 27 septembrie 1944 cu Lucian Burchi.